# Alphonse Castex
Alphonse Castex (ur. 6 stycznia 1899 w Dax, zm. 16 grudnia 1969 w Saint-Paul-lès-Dax) – francuski rugbysta grający na pozycji rwacza, olimpijczyk, zdobywca srebrnego medalu w turnieju rugby union na Letnich Igrzyskach Olimpijskich w 1920 roku w Antwerpii.

## Kariera sportowa
W trakcie kariery sportowej związany był z klubem Racing Club de France.
Z reprezentacją Francji uczestniczył w turnieju rugby union na Letnich Igrzyskach Olimpijskich 1920. W rozegranym 5 września 1920 roku na Stadionie Olimpijskim spotkaniu Francuzi ulegli reprezentacji USA 0:8. Jako że był to jedyny mecz rozegrany podczas tych zawodów, oznaczało to zdobycie przez nich srebrnego medalu.